# Ліс (річка)
Ліс (також Лис, фр. Lys), або Леє (нід. Leie) —  річка у Франції та Бельгії, ліва притока Шельди. 
Бере початок на території муніципалітету Лісбур у французькому департаменті Па-де-Кале, тече в північно-східному напрямку, впадає в Шельду в бельгійському місті Гент. Загальна довжина — 202 км, площа басейну — 3 910 км².
Традиційно долина Ліса була регіоном вирощування льону. У першій половині XX століття мальовничі береги річки приваблювали художників-пейзажистів.
Річка протікає густонаселеною територію, що негативно впливає на якість води, яка значно погіршилася за період 1970–1990 років. Наразі проводяться комплексні заходи, спрямовані на очищення Ліса.

## Населені пункти, розташовані на річці
Франція:
- Па-де-Кале: Теруанн, Ер-сюр-ла-Ліс
- Нор: Мервіль, Армантьєр, Аллюен

 Бельгія:
- Ено: Комен-Варнетон
- Західна Фландрія: Менен, Кортрейк, Варегем, Вервік
- Східна Фландрія: Зульте, Дейнзе, Гент